# حارة المسح (الكود)

تعديل مصدري - تعديل

 المسح هي إحدى حارات حي صالح جميع بمدينة الكود التابعة لمحافظة أبين، بلغ تعداد سكانها 501 نسمة حسب تعداد اليمن لعام 2004.